# Documenteur (film)
Pour les articles homonymes, voir Documenteur.
Pour plus de détails, voir Fiche technique et Distribution.
Documenteur est un film franco-américain réalisé par Agnès Varda, sorti en 1981.

## Synopsis
Émilie est une mère divorcée et a émigré avec son jeune fils Martin à Los Angeles, aux États-Unis. Désemparée à la suite de sa séparation, elle tente de tracer son chemin dans ce nouveau monde ou les individus sont si proches d'être libre de responsabilités et si distants entre eux.

## Fiche technique
- Titre : Documenteur
- Réalisation : Agnès Varda
- Scénario : Agnès Varda
- Musique : Georges Delerue
- Montage : Bob Gould et Sabine Mamou
- Pays de production :  France,  États-Unis
- Format : Couleurs - Mono
- Genre : drame
- Durée : 65 minutes
- Date de sortie : 1981

## Distribution
- Sabine Mamou : Émilie Cooper
- Mathieu Demy : Martin Cooper
- Lisa Blok-Linson : Lisa, l'amie
- Tina Odom : Tina, la serveuse
- Charles Southwood : L'homme au lit à eau
- Delphine Seyrig : Récitante (voix)